# Liste d'œuvres de Paul Klee
Cette page est une liste d'œuvres de Paul Klee (1879-1940), artiste et dessinateur allemand d'origine suisse. Son style très personnel a été influencé par des mouvements artistiques tels que l'expressionnisme, le cubisme et le surréalisme.

## Liste
« L'œil suit les chemins qui lui ont été ménagés dans l'œuvre. »

— Paul Klee, Théorie de l’art moderne

### Gravures
| Image | Titre                                                                                            | Date     | Technique | Musée            | Références                                                                                          |
| ----- | ------------------------------------------------------------------------------------------------ | -------- | --------- | ---------------- | --------------------------------------------------------------------------------------------------- |
|       | Vierge (rêvant) (Jungfrau (träumend))                                                            | 1903, 2  | Eau-forte | Centre Paul-Klee | Friedewald 2016, p. 41, Lampe 2016, p. 45                                                           |
|       | Persée (l'humour a triomphé de la douleur) (Perseus (der Witz hat über das Leid gesiegt))        | 1904, 12 | Eau-forte | Centre Paul-Klee | Lista 2011, p. 88, Hopfengart et Baumgartner 2012, p. 40                                            |
|       | Femme et bête (Weib u. Tier)                                                                     | 1904, 13 | Eau-forte | Centre Paul-Klee | Friedewald 2016, p. 43                                                                              |
|       | Acteur comique. (Inv. 4) (Komiker. (Inv. 4))                                                     | 1904, 14 | Eau-forte | Centre Paul-Klee | Lista 2011, p. 88, Hopfengart et Baumgartner 2012, p. 41, Lampe 2016, p. 45                         |
|       | Symbolique pessimiste de la montagne (Inv. 11) (Pessimistische Symbolik des Gebirges) (Inv. 11)) | 1904     | Eau-forte | Centre Paul Klee | emuseum                                                                                             |
|       | Phénix âgé (Inv. 9) (Greiser Phönix (Inv. 9))                                                    | 1905, 36 | Eau-forte | Centre Paul Klee | Lampe 2016, p. 47                                                                                   |
|       | Tête menaçante (Drohendes Haupt)                                                                 | 1905, 37 | Eau-forte | Centre Paul-Klee | Lampe 2016, p. 47, Friedewald 2016, p. 44                                                           |
|       | Le Héros à l'aile (Der Held mit dem Flügel)                                                      | 1905, 38 | Eau-forte | Centre Paul-Klee | Lista 2011, p. 89, Hopfengart et Baumgartner 2012, p. 40, Friedewald 2016, p. 44, Lampe 2016, p. 46 |

### Peintures
« Un tableau naît-il jamais d’une seule fois ? Non pas ! Il se monte pièce par pièce, point autrement qu’une maison. Et le spectateur, est-ce instantanément qu’il fait le tour de l’œuvre ? (Souvent oui, hélas). »

— Paul Klee, Théorie de l’art moderne

#### 1910
| Image | Titre                                                                       | Date      | Taille (cm) | Musée                                 | Médium                                                                          | Réf |
| ----- | --------------------------------------------------------------------------- | --------- | ----------- | ------------------------------------- | ------------------------------------------------------------------------------- | --- |
|       | View onto a Square                                                          | 1912      | 16,5 x 26,3 | Musée Thyssen-Bornemisza, Madrid      | Gouache, craie et crayon sur papier, sur carton                                 | |
|       | Cacti                                                                       | 1912      | 52 x 41,5   | Lenbachhaus, Munich                   | Huile sur carton                                                                | |
|       | Young Woman in the Armchair                                                 | 1913      | 27 x 17,5   | Sprengel Museum, Hanovre              | Aquarelle et huile sur papier, sur carton                                       | |
|       | Interior with the Clock                                                     | 1913      | 23,8 x 21,9 | National Gallery of Art, Washington   | Aquarelle sur papier, sur carton                                                | |
|       | Hammamet with its Mosque                                                    | 1914      | 23,8 x 22,2 | Metropolitan Museum of Art, New York  | Aquarelle et graphite sur papier monté sur carton                               | |
|       | After a Sketch from Zurich                                                  | 1914      | 11,4 x 13,3 | Fondation Barnes, Philadelphie        | Aquarelle sur papier, sur carton                                                | |
|       | Untitled                                                                    | 1914      | 13,5 x 12,5 | Sprengel Museum, Hanovre              | Aquarelle et encre sur papier, sur carton                                       | |
|       | Garden in St. Germain, The European Quarter Near Tunis                      | 1914      | 27,9 x 33   | Metropolitan Museum of Art, New York  | Aquarelle sur papier, sur papier carton                                         | |
|       | Untitled                                                                    | 1914      | 15,6 x 15,6 | Metropolitan Museum of Art, New York  | Aquarelle sur papier, sur carton                                                | |
|       | Open Mountain                                                               | 1914      | 23,1 x 18,9 | Collection privée                     | Aquarelle et plume et encre de Chine sur papier                                 | |
|       | Landscape with Flags, Houses with Flags                                     | 1915      | 23,3 x 28,3 | Sprengel Museum, Hanovre              | Aquarelle et huile sur papier, sur carton                                       | |
|       | Translucencies, Orange-Blue                                                 | 1915      | 18,7 x 23,2 | Detroit Institute of Arts             | Aquarelle sur papier, sur carton                                                | |
|       | Moonrise over St. Germain                                                   | 1915      | 18,4 x 17,2 | Musée Folkwang, Essen                 | Aquarelle et crayon sur papier, sur carton                                      | |
|       | Acrobats                                                                    | 1915      | 22,5 x 27   | Musée Solomon R. Guggenheim, New York | Aquarelle, pastel et encre sur papier                                           | |
|       | Composition with Figures                                                    | 1915      | 10,8 x 13   | National Gallery of Art, Washington   | Aquarelle et encre sur papier, sur carton                                       | |
|       | Untitled                                                                    | 1915      | 13,5 x 10,2 | Sprengel Museum, Hanovre              | Aquarelle et crayon sur papier, sur carton                                      | |
|       | Der Niesen                                                                  | 1915, 250 | 17,7 x 26   | musée des Beaux-Arts de Berne         | Aquarelle                                                                       | Grohmann 1969, p. 127, Jordan 1984, p. 159, Frontisi, Büttner et Massé 2010, p. 67, Hopfengart et Baumgartner 2012, p. 110, Lampe 2016, p. 77 |
|       | City of Towers                                                              | 1916      | 32,7 x 35,9 | Philadelphia Museum of Art            | Huile sur toile sur panneau                                                     | |
|       | Die Kapelle                                                                 | 1917      | 29,2 x 15,4 | Fondation Beyeler, Riehen             | Aquarelle et détrempe sur papier, sur carton                                    | |
|       | The Idea of Firs                                                            | 1917      | 25 x 16     | Musée Solomon R. Guggenheim, New York | Aquarelle et graphite sur papier, sur carton                                    | |
|       | Persian Nightingales                                                        | 1917      | 22,8 x 18,1 | National Gallery of Art, Washington   | Gouache, aquarelle, encre et graphite sur papier, sur carton                    | |
|       | Ab ovo (en)                                                                 | 1917      |             | Centre Paul-Klee, Berne               | Aquarelle sur gaze et papier                                                    | |
|       | Above Mountain Summit                                                       | 1917      | 31 x 24,1   | Musée d'Art de La Haye                | Gouache sur papier                                                              | |
|       | Municipal Jewel                                                             | 1917      | 16,8 × 26   | Metropolitan Museum of Art, New York  | Aquarelle, gouache et graphite sur gesso sur papier, sur carton                 | |
|       | Colorful Architecture                                                       | 1917      | 26 x 20     | Metropolitan Museum of Art, New York  | Gouache sur papier sur carton                                                   | |
|       | « Jadis surgi du gris de la nuit… » (Einst dem Grau der Nacht enttaucht...) | 1918, 17  |             | Centre Paul Klee                      |                                                                                 | Paris 1985, p. 87, Partsch 2003, p. 37, 41, ill. p. 39, Friedewald 2016, p. 105, Zentrum Paul Klee                                            |
|       | Composition with the Yellow Half-Moon and the Y                             | 1918      | 22,2 x 16,8 | Metropolitan Museum of Art, New York  | Gouache et aquarelle sur gesso sur tissu, sur carton                            | |
|       | Irma Rossa the Animal Tamer                                                 | 1918      | 29,5 x 23   | Sprengel Museum, Hanovre              | Aquarelle et encre sur papier, sur carton                                       | |
|       | Sunken Landscape                                                            | 1918      | 17,6 x 16,3 | Musée Folkwang, Essen                 | Aquarelle                                                                       | |
|       | Hafenbild                                                                   | 1918      | 18 x 27,5   | Pinakothek der Moderne, Munich        | Technique mixte sur tissu sur carton                                            | |
|       | Flower Myth                                                                 | 1918, 82  | 29 x 15,8   | Sprengel Museum, Hanovre              | Aquarelle sur gaze, sur journal                                                 | |
|       | Avec l’aigle (Mit dem Adler)                                                | 1918, 85  |             | Centre Paul Klee                      |                                                                                 | Hopfengart et Baumgartner 2012, p. 118, Friedewald 2016, p. 122-123 et Centre Paul Klee                                                       |
|       | D'après le dessin 19/75 (Nach der Zeichnung 19/75)                          | 1919      | 22,2 x 16   | Centre Paul-Klee, Berne               | Lithographie rehaussée à l'aquarelle                                            | |
|       | Composition with Stars                                                      | 1919      | 42,5 x 53,6 | Musée d'Art de La Haye                | Gouache et huile sur lin                                                        | |
|       | Landscape with Bluebirds                                                    | 1919      | 21,6 x 28,3 | Philadelphia Museum of Art            | Aquarelle sur papier, sur panneau                                               | |
|       | Villa R                                                                     | 1919      | 26,5 x 22,4 | Kunstmuseum, Bâle                     | Huile sur carton                                                                | |
|       | Légende du marais                                                           | 1919      | 47 x 40,8   | Lenbachhaus, Munich                   | Huile sur carton                                                                | |
|       | Tomcat's Turf                                                               | 1919      | 31,8 x 23,5 | Metropolitan Museum of Art, New York  | Aquarelle, gouache et huile sur gesso sur tissu, sur carton                     | |
|       | Southern Gardens                                                            | 1919      | 28,9 x 22,5 | Metropolitan Museum of Art, New York  | Aquarelle et encre sur papier, sur carton                                       | |
|       | Falling Bird                                                                | 1919      | 23,5 x 27   | Metropolitan Museum of Art, New York  | Aquarelle, encre d'imprimerie transférée et encre sur papier, sur carton        | |
|       | Jumping Jack                                                                | 1919      | 28,4 x 22   | Musée Solomon R. Guggenheim, New York | Aquarelle, dessin de transfert d'huile et graphite sur papier, monté sur carton | |
|       | Death in the Garden (Legend)                                                | 1919      | 27,3 x 24,8 | Art Institute of Chicago              | Huile sur coton, sur carton cloué au bois                                       | |
|       | Full Moon                                                                   | 1919      | 49,8 x 38   | Pinakothek der Moderne, Munich        | Huile sur carton                                                                | |

#### 1920
« Au début, le crayon n’en fait qu’à sa tête, il va là où ça lui plait. »

— Paul Klee, Cours du Bauhaus. Contributions à la théorie de la forme picturale
| Image | Titre                                                  | Date      | Taille (cm) | Musée                                              | Médium                                                        | Réf                                                                     |
| ----- | ------------------------------------------------------ | --------- | ----------- | -------------------------------------------------- | ------------------------------------------------------------- | ----------------------------------------------------------------------- |
|       | Before the Festivity                                   | 1920      | 31,1 x 23,7 | Musée Solomon R. Guggenheim                        | Dessin aquarelle et transfert d'huile sur papier, sur carton  |                                                                         |
|       | Rose Garden                                            | 1920      | 49 x 42,5   | Lenbachhaus, Munich                                | Huile, crayon sur papier, sur carton                          |                                                                         |
|       | After 1915,29. Angel Serves the Desired                | 1920      | 20,3 x 14,5 | Plusieurs impressions                              | Lithographie sur papier teinté                                |                                                                         |
|       | Camel (in rhythmic landscape with trees) (en)          | 1920      | 48 x 42     | Kunstsammlung Nordrhein-Westfalen, Düsseldorf      | Huile sur toile                                               |                                                                         |
|       | Angelus novus                                          | 1920      | 31,8 x 24,2 | Musée d'Israël, Jérusalem                          | Monotype de transfert d'huile                                 |                                                                         |
|       | The Lamb                                               | 1920      | 31,3 x 40,7 | Musée Städel, Francfort-sur-le-Main                | Huile et crayon et encre                                      |                                                                         |
|       | Tree and Architecture - Rhythms                        | 1920      | 27,9 x 38,3 | National Gallery of Art, Washington                | Aquarelle sur papier                                          |                                                                         |
|       | Tree and Architecture - Rhythms                        | 1920      | 27,9 x 38,3 | National Gallery of Art, Washington                | Huile sur papier                                              |                                                                         |
|       | White Blossom in the Garden                            | 1920      | 17,8 x 17,2 | Musée Solomon R. Guggenheim, New York              | Huile sur papier                                              |                                                                         |
|       | Bad Band                                               | 1920      | 15,2 x 24,1 | Fondation Barnes, Philadelphie                     | Aquarelle, encre et crayon sur papier, sur carton             |                                                                         |
|       | They're Biting                                         | 1920      | 31,1 x 23,5 | Tate Modern, Londres                               | Aquarelle et huile sur papier                                 |                                                                         |
|       | Redgreen and Violet-Yellow Rhythms                     | 1920      | 37,5 × 33,7 | Metropolitan Museum of Art, New York               | Huile et encre sur carton                                     |                                                                         |
|       | Miraculous Landing, or the "112!"                      | 1920      | 31,1 x 38,1 | Metropolitan Museum of Art, New York               | Aquarelle et encre sur papier, sur carton                     |                                                                         |
|       | Temple Gardens                                         | 1920      | 18,4 x 26,7 | Metropolitan Museum of Art, New York               | Gouache sur papier, sur carton                                |                                                                         |
|       | Lovers                                                 | 1920      | 25,2 x 41,3 | Metropolitan Museum of Art, New York               | Gouache et graphite sur papier, sur carton                    |                                                                         |
|       | Theater-Mountain-Construction                          | 1920      | 47,9 x 62,9 | Metropolitan Museum of Art, New York               | Huile, gouache et encre sur papier, sur carton                |                                                                         |
|       | Schoolhouse                                            | 1920      | 36,8 x 31,8 | Art Institute of Chicago                           | Huile sur papier, sur panneau                                 |                                                                         |
|       | Landscape with Yellow Churchtower                      | 1920      | 48,2 x 54   | Pinakothek der Moderne, Munich                     | Huile sur carton                                              |                                                                         |
|       | (From the Song of Songs) Version II                    | 1921      | 16,2 x 17,4 | Musée Solomon R. Guggenheim, New York              | Encre et aquarelle sur papier, sur carton                     |                                                                         |
|       | Revolving House                                        | 1921      | 37,7 x 52,2 | Musée Thyssen-Bornemisza, Madrid                   | Huile et crayon sur étamine en coton, sur papier              |                                                                         |
|       | Fire Clown                                             | 1921      | 21 x 17,5   | National Gallery of Art, Washington                | Aquarelle sur papier, sur carton                              |                                                                         |
|       | Night Feast                                            | 1921      | 36,9 x 49,8 | Musée Solomon R. Guggenheim, New York              | Huile sur papier, sur panneau                                 |                                                                         |
|       | In the Spirit of Hoffmann                              | 1921      | 31,6 x 22,9 | Plusieurs impressions                              | Lithographie                                                  |                                                                         |
|       | Comedy                                                 | 1921      | 30,5 x 45,4 | Tate Modern, Londres                               | Aquarelle et huile sur papier                                 |                                                                         |
|       | Goldfish Wife                                          | 1921      | 35,2 x 51,4 | Philadelphia Museum of Art                         | Aquarelle sur papier, sur panneau                             |                                                                         |
|       | Tropische Dämmerung                                    | 1921      | 33,5 x 23   | Fondation Beyeler, Riehen                          | Huile sur papier, sur carton                                  |                                                                         |
|       | The Pathos of Fertility                                | 1921      | 51,1 x 40,3 | Plusieurs impressions                              | Aquarelle et encre sur papier, au verso d'une lithographie    |                                                                         |
|       | Three House Pictures                                   | 1921      | 19,4 x 42,9 | Philadelphia Museum of Art                         | Huile et aquarelle sur papier, sur panneau                    |                                                                         |
|       | All Souls' Picture                                     | 1921      | 40 x 53,7   | Metropolitan Museum of Art, New York               | Aquarelle et encre sur papier, sur carton                     |                                                                         |
|       | The Primeval Couple                                    | 1921      | 31,2 x 48   | Pinakothek der Moderne, Munich                     | Aquarelle et huile sur papier                                 |                                                                         |
|       | Tropical Dawn with the Owl                             | 1921      | 27 x 30     | Sprengel Museum, Hanovre                           | Huile sur carton                                              |                                                                         |
|       | Saint of the Inner Light                               | 1921      | 38,9 x 23,5 | Plusieurs impressions                              | Lithographie                                                  |                                                                         |
|       | Arrival of the Air Steamer                             | 1921      | 32,1 x 46   | Detroit Institute of Arts                          | Transfert d'huile et aquarelle sur papier, sur carton         |                                                                         |
|       | Fright of a Girl                                       | 1922      | 29,7 x 22   | Musée Solomon R. Guggenheim, New York              | Aquarelle et encre sur papier                                 |                                                                         |
|       | Flower Family V                                        | 1922      | 24,1 x 16,2 | Musée Solomon R. Guggenheim, New York              | Sérigraphie                                                   |                                                                         |
|       | La Machine à gazouiller                                | 1922      | 64,1 x 48,3 | Museum of Modern Art, New York                     | Aquarelle de transfert d'huile et encre sur papier            |                                                                         |
|       | A Young Girl's Adventure                               | 1922      | 62,5 x 48   | Tate Modern, Londres                               | Aquarelle sur papier                                          |                                                                         |
|       | Wallflower                                             | 1922      | 28,9 x 34,9 | Musée des Beaux-Arts, Boston                       | Aquarelle et encre sur papier                                 |                                                                         |
|       | Ballon rouge                                           | 1922      | 31,7 x 31,1 | Musée Solomon R. Guggenheim, New York              | Huile sur gaze, sur panneau                                   |                                                                         |
|       | Senecio                                                | 1922      | 40,3 x 37,4 | Kunstmuseum, Bâle                                  | Huile sur toile, sur panneau                                  |                                                                         |
|       | Popular Wall Painting                                  | 1922      | 47,6 x 28,9 | Metropolitan Museum of Art, New York               | Gouache et graphite sur papier, sur carton                    |                                                                         |
|       | Tower in Orange and Green                              | 1922      | 40 x 25,7   | Metropolitan Museum of Art, New York               | Aquarelle, encre et graphite sur papier, sur carton           |                                                                         |
|       | Old Steamboat                                          | 1922      | 23,4 x 24   | National Gallery of Art, Washington                | Aquarelle et huile transfer sur papier, sur monture d'artiste |                                                                         |
|       | Mural from the Temple of Longing ↖Thither↗             | 1922      | 30,2 x 39,4 | Metropolitan Museum of Art                         | Aquarelle et encre sur tissu, sur carton                      |                                                                         |
|       | Dance of the grieving child                            | 1922      | 33,7 x 23   | Pinakothek der Moderne, Munich                     | Détrempe sur toile                                            |                                                                         |
|       | Monument in a Cemetery                                 | 1922      | 30,9 x 42,4 | Pinakothek der Moderne, Munich                     | Détrempe et aquarelle sur carton                              |                                                                         |
|       | Growth of Night Plants                                 | 1922      | 47,3 x 34   | Pinakothek der Moderne, Munich                     | Huile sur carton                                              |                                                                         |
|       | Ghost of a Genius                                      | 1922      | 50 x 35,4   | Scottish National Gallery of Modern Art, Édimbourg | Décalque à l'huile et aquarelle sur papier, sur carton        |                                                                         |
|       | Red/Green Architecture (yellow/violet gradation)       | 1922      | 37,9 x 42.0 | Yale University Art Gallery, New Haven             | Huile sur toile, sur carton                                   |                                                                         |
|       | Plants in the Moonlight                                | 1922      | 24,4 x 15,9 | Detroit Institute of Arts                          | Encre, aquarelle et gouache sur papier, sur carton            |                                                                         |
|       | Autumn Flower                                          | 1922      | 38,1 x 30,9 | Yale University Art Gallery                        | Huile sur toile                                               |                                                                         |
|       | Open-Air Sport                                         | 1923      | 22,9 x 25,4 | Detroit Institute of Arts                          | Aquarelle et encre sur papier, sur carton                     |                                                                         |
|       | Tropical Gardening                                     | 1923      | 17,9 x 45,5 | Musée Solomon R. Guggenheim, New York              | Aquarelle et transfert d'huile sur papier, sur carton         |                                                                         |
|       | Diavolo Player                                         | 1923      | 32,7 x 22,9 | Philadelphia Museum of Art                         | Aquarelle et transfert d'huile sur papier, sur panneau        |                                                                         |
|       | Captive Pierrot                                        | 1923      | 39,7 x 30,2 | Detroit Institute of Arts                          | Transfert d'huile, aquarelle et encre sur papier              |                                                                         |
|       | Architecture                                           | 1923      | 58 x 39     | Alte Nationalgalerie, Berlin                       |                                                               |                                                                         |
|       | Vor dem Blitz                                          | 1923      | 28 x 31,5   | Fondation Beyeler, Riehen                          | Aquarelle et crayon sur papier, sur carton                    |                                                                         |
|       | The Man in Love                                        | 1923      | 34,2 x 23,4 | Plusieurs impressions                              | Lithographie                                                  |                                                                         |
|       | Landscape with Child                                   | 1923      | 28,7 x 21,5 | Musée de Grenoble                                  | Huile sur carton                                              |                                                                         |
|       | The Barbed Noose with the Mice                         | 1923      | 31,1 x 40   | Metropolitan Museum of Art, New York               | Aquarelle et gouache sur papier, sur carton                   |                                                                         |
|       | Postcard No. 4 for the 1923 Bauhaus Exhibition, Weimar | 1923      | 15,2 x 10,6 | Plusieurs impressions                              | Lithographie                                                  |                                                                         |
|       | Episode before an Arab Town                            | 1923      | 25,4 x 32,7 | Metropolitan Museum of Art, New York               | Aquarelle et encre sur papier, sur carton                     |                                                                         |
|       | Still Life with Dice                                   | 1923      | 27 x 38     | Musée Thyssen-Bornemisza, Madrid                   | Aquarelle, craie et encre sur papier, sur carton              |                                                                         |
|       | Rotation                                               | 1923      | 22,4 x 31,9 | Sprengel Museum, Hanovre                           | Huile, aquarelle et crayon sur papier                         |                                                                         |
|       | Christmas Picture                                      | 1923      | 21,9 x 34,6 | Philadelphia Museum of Art                         | Aquarelle et encre sur papier, sur panneau                    |                                                                         |
|       | Abstract Trio                                          | 1923      | 47,9 x 64,5 | Metropolitan Museum of Art, New York               | Aquarelle et encre sur papier, sur carton                     |                                                                         |
|       | Static-Dynamic Gradation                               | 1923      | 43,5 x 29,2 | Metropolitan Museum of Art, New York               | Huile et gouache sur papier, sur carton                       |                                                                         |
|       | Ventriloquist and Crier in the Moor                    | 1923      | 41,9 x 29,5 | Metropolitan Museum of Art, New York               | Aquarelle et encre sur papier, sur carton                     |                                                                         |
|       | Tightrope Walker                                       | 1923      | 44 x 26,8   | Plusieurs impressions                              | Lithographie                                                  |                                                                         |
|       | Dreiteiliges Grabmal                                   | 1923, 112 |             | Philadelphia Museum of Art                         | Aquarelle et graphite sur papier, sur panneau                 | Philadelphia Museum of Art, Eggelhöfer et Keller Tschirren 2013, p. 160 |
|       | Strange Garden                                         | 1923      | 53,3 x 39,4 | Metropolitan Museum of Art, New York               | Aquarelle sur tissu, sur carton                               |                                                                         |
|       | Flowers in Pots                                        | 1923      | 24,4 x 13,3 | Philadelphia Museum of Art                         | Aquarelle sur papier, sur panneau                             |                                                                         |
|       | Garden on Debris                                       | 1923-24   | 26,8 x 25,4 | Art Institute of Chicago                           | Aquarelle et encre sur papier, sur carton                     |                                                                         |
|       | Structural II                                          | 1924      | 25,7 x 21   | Inconnu                                            | Gouache sur papier                                            |                                                                         |
|       | Signs in the Sky                                       | 1924      | 19,7 x 28,6 | Musée Solomon R. Guggenheim, New York              | Huile sur papier sur carton                                   |                                                                         |
|       | Sicilian Landscape                                     | 1924      | 40 x 47,6   | Fondation Barnes, Philadelphie                     | Gouache sur papier, sur carton                                |                                                                         |
|       | Jester                                                 | 1924      | 31,4 x 35,6 | Detroit Institute of Arts                          | Aquarelle, gouache et graphite sur papier, sur carton         |                                                                         |
|       | Besessenes Mädchen                                     | 1924      | 44,2 x 29,2 | Fondation Beyeler, Riehen                          | Aquarelle et transfert d'huile sur papier, sur carton         |                                                                         |
|       | Curtain                                                | 1924      | 18,1 x 9,2  | Musée Solomon R. Guggenheim, New York              | Aquarelle sur mousseline, sur carton                          |                                                                         |
|       | Actor's Mask                                           | 1924      | 36,7 x 33,8 | Museum of Modern Art, New York                     | Huile sur toile, sur panneau                                  |                                                                         |
|       | Green Plant-Blood-Louse                                | 1924      | 20,2 x 32,1 | National Gallery of Art, Washington, D.C.          | Aquarelle et encre sur tissu, sur monture d'artiste           |                                                                         |
|       | Astrological Fantasy Portrait                          | 1924      | 37,8 x 27,9 | Metropolitan Museum of Art, New York               | Gouache sur papier, sur carton                                |                                                                         |
|       | New House in the Suburbs                               | 1924      | 36,4 x 46,4 | National Gallery of Art, Washington, D.C.          | Gouache sur toile                                             |                                                                         |
|       | Structural I                                           | 1924      | 42,5 x 27   | Metropolitan Museum of Art, New York               | Gouache sur carton                                            |                                                                         |
|       | Asiatic God                                            | 1924      | 56,5 x 35,6 | Art Institute of Chicago                           | Huile et plâtre, sur gaze, sur panneau                        |                                                                         |
|       | Jörg                                                   | 1924      | 23,3 x 28,9 | Philadelphia Museum of Art                         | Aquarelle et encre sur papier, sur panneau                    |                                                                         |
|       | Still Life                                             | 1924      | 21,8 x 28,6 | Collection privée                                  | Huile sur papier, sur monture d'artiste                       |                                                                         |
|       | Bird Garden                                            | 1924      | 27 x 39     | Pinakothek der Moderne, Munich                     | Technique mixte sur papier journal, sur carton                |                                                                         |
|       | The Mask with the Flag                                 | 1925      | 65 x 49,5   | Pinakothek der Moderne, Munich                     |                                                               |                                                                         |
|       | Small Village in the Autumn Sun                        | 1925      | 37,8 x 54,5 | Musée d'Art du comté de Los Angeles                | Huile sur carton sur panneau                                  |                                                                         |
|       | Young Forest                                           | 1925      | 9,8 x 32,2  | National Gallery of Art, Washington                | Aquarelle et encre sur papier, sur monture d'artiste          |                                                                         |
|       | Small Portrait of a Girl in Yellow                     | 1925      | 23,8 x 21,3 | Metropolitan Museum of Art, New York               | Gypse et huile sur toile                                      |                                                                         |
|       | May Picture                                            | 1925      | 42,2 x 49,5 | Metropolitan Museum of Art, New York               | Huile sur carton                                              |                                                                         |
|       | Horizon, Zenith and Atmosphere                         | 1925      | 37,1 x 27   | Musée Solomon R. Guggenheim, New York              | Aquarelle et graphite sur papier, sur carton                  |                                                                         |
|       | Ghost Chamber with the Tall Door (New Version)         | 1925      | 61 x 42,2   | Metropolitan Museum of Art, New York               | Aquarelle et encre sur papier, sur carton                     |                                                                         |
|       | The Goldfish                                           | 1925      | 49,6 x 69,2 | Kunsthalle de Hambourg                             | Huile et aquarelle sur papier, sur carton                     |                                                                         |
|       | The Flora of the Heath                                 | 1925      | 24,1 x 32   | Pinakothek der Moderne, Munich                     | Aquarelle sur papier                                          |                                                                         |
|       | Oriental pleasure garden                               | 1925      | 41,3 x 42,1 | Metropolitan Museum of Art, New York               | Huile sur carton                                              |                                                                         |
|       | Still Life with Fragments                              | 1925      | 43,1 x 72,4 | Art Institute of Chicago                           | Huile et aquarelle sur carton                                 |                                                                         |
|       | Fish Magic (en)                                        | 1925      | 77,3 x 98,5 | Philadelphia Museum of Art                         | Huile et aquarelle sur toile, sur panneau                     |                                                                         |
|       | Magic Garden                                           | 1926      | 52,1 x 42,2 | Musée Solomon R. Guggenheim, New York              | Huile sur plâtre                                              |                                                                         |
|       | Demon as Pirate                                        | 1926      | 29,8 x 43,2 | Philadelphia Museum of Art                         | Aquarelle sur papier, sur panneau                             |                                                                         |
|       | Animal Terror                                          | 1926      | 35,2 x 48,4 | Philadelphia Museum of Art                         | Détrempe sur toile                                            |                                                                         |
|       | Collection of Figurines                                | 1926      | 26,7 x 24,8 | Metropolitan Museum of Art, New York               | Huile sur toile                                               |                                                                         |
|       | Bird Wandering Off                                     | 1926      | 40,3 x 48,6 | Metropolitan Museum of Art, New York               | Gouache sur papier, sur carton                                |                                                                         |
|       | Place Signs                                            | 1926      | 27,6 x 37,5 | Fondation Barnes, Philadelphie                     | Aquarelle sur papier, sur carton                              |                                                                         |
|       | Village Carnival                                       | 1926      | 65,2 x 44   | Philadelphia Museum of Art                         | Huile sur toile, sur panneau                                  |                                                                         |
|       | Scholar in Dealing with Stars                          | 1926      | 44,4 30,5   | Pinakothek der Moderne, Munich                     | Aquarelle et détrempe sur papier                              |                                                                         |
|       | Glance of a Landscape                                  | 1926      | 30,2 x 46   | Philadelphia Museum of Art                         | Aquarelle sur papier, sur panneau                             |                                                                         |
|       | Omega 5 (Traps)                                        | 1927      | 57,3 x 43   | Musée Thyssen-Bornemisza, Madrid                   | Huile et aquarelle sur toile, sur carton                      |                                                                         |
|       | Threatening Snowstorm                                  | 1927      | 49,9 x 31,6 | Scottish National Gallery of Modern Art, Édimbourg | Aquarelle et encre sur papier, sur card                       |                                                                         |
|       | Still Life                                             | 1927      | 47,9 x 64,1 | Metropolitan Museum of Art, New York               | Huile sur gypse                                               |                                                                         |
|       | Journey in Corsica                                     | 1927      | 48,9 x 66   | Philadelphia Museum of Art                         | Aquarelle et encre sur papier, sur panneau                    |                                                                         |
|       | Pavilion Decked with Flags                             | 1927      | 39,9 x 60   | Sprengel Museum, Hanovre                           | Huile sur bois                                                |                                                                         |
|       | Heavenly and Earthly Time                              | 1927      | 41,1 x 49,8 | Philadelphia Museum of Art                         | Aquarelle et encre sur papier, sur panneau                    |                                                                         |
|       | Coastal Town Decked with Flags                         | 1927      | 22,1 x 32,3 | Sprengel Museum, Hanovre                           | Aquarelle et gouache sur papier, sur carton                   |                                                                         |
|       | Seaside Resort in the South of France                  | 1927      | 32,7 x 48,8 | Tate Modern, Londres                               | Graphite, crayon et aquarelle sur papier, sur panneau         |                                                                         |
|       | Adventurer Ship                                        | 1927      | 30 x 46,3   | Pinakothek der Moderne, Munich                     | Aquarelle et gouache sur fond noir                            |                                                                         |
|       | Historical Site                                        | 1927      | 35,5 x 48,7 | Tate Modern, Londres                               | Aquarelle et encre sur papier, sur panneau                    |                                                                         |
|       | Chosen Site                                            | 1927      | 57,7 x 40,8 | Pinakothek der Moderne, Munich                     |                                                               |                                                                         |
|       | Variations (Progressive Motif)                         | 1927      | 40,6 x 40   | Metropolitan Museum of Art, New York               | Huile et aquarelle sur toile                                  |                                                                         |
|       | Ships in the Dark                                      | 1927      | 42,7 59     | Tate Modern, Londres                               | Huile sur toile                                               |                                                                         |
|       | Grenzen des Verstandes (Les Limites de la raison (en)) | 1927      | 56,3 x 41,5 | Pinakothek der Moderne, Munich                     | Détrempe sur toile                                            | inv. 14234                                                              |
|       | Comic Opera Singer                                     | 1927      | 49 x 53     | Pinakothek der Moderne, Munich                     | Détrempe sur carton                                           |                                                                         |
|       | Prestidigitator                                        | 1927      | 49,7 x 41,8 | Philadelphia Museum of Art                         | Huile et aquarelle sur tissu, sur carton                      |                                                                         |
|       | Cat and Bird                                           | 1928      | 38,1 x 53,2 | Museum of Modern Art, New York                     | Huile et encre sur toile, sur wood                            |                                                                         |
|       | Small House in the Garden City                         | 1928      | 29,2 x 45,7 | Philadelphia Museum of Art                         | Aquarelle sur papier, sur panneau                             |                                                                         |
|       | Stakim                                                 | 1928      | 20,3 x 32,4 | Art Institute of Chicago                           | Huile sur plâtre                                              |                                                                         |
|       | Marjamshausen                                          | 1928      | 41,7 x 31,3 | Musée des Beaux-Arts, Houston                      | Aquarelle et gouache sur papier, sur carton                   |                                                                         |
|       | Temple Quarter of Pert                                 | 1928      | 27,5 x 42   | Sprengel Museum, Hanovre                           | Aquarelle et encre sur papier, sur carton                     |                                                                         |
|       | Howling Dog                                            | 1928      | 44,5 x 56,8 | Minneapolis Institute of Art                       | Huile sur toile                                               |                                                                         |
|       | Small Landscape with Garden Door                       | 1928      | 20,3 x 35,5 | Detroit Institute of Arts                          | Huile sur plâtre                                              |                                                                         |
|       | Passing by Red Pillars                                 | 1928      | 24 x 32,2   | National Gallery of Art, Washington                | Gesso, aquarelle et casein sur papier                         |                                                                         |
|       | Castle and Sun                                         | 1929      |             | Collection privée                                  | Huile sur toile                                               |                                                                         |
|       | Chemin principal et chemins latéraux                   | 1929      | 83,7 x 67,5 | Musée Ludwig, Cologne                              | Huile sur toile                                               |                                                                         |
|       | In the Current Six Thresholds                          | 1929      | 43,5 x 43,5 | Musée Solomon R. Guggenheim, New York              | Huile et détrempe sur toile                                   |                                                                         |
|       | Salt                                                   | 1929      | 22,9 x 22,9 | Musée des Beaux-Arts, Houston                      | Aquarelle et encre sur papier, sur carton                     |                                                                         |
|       | Fire in the Evening                                    | 1929      | 33,8 x 33,3 | Museum of Modern Art, New York                     | Huile sur carton                                              |                                                                         |
|       | Into the Cave                                          | 1929      | 41 x 52,4   | Detroit Institute of Arts                          | Aquarelle à l'encre et pastel sur papier, sur carton          |                                                                         |
|       | Monuments at G.                                        | 1929      | 69,5 × 50,5 | Metropolitan Museum of Art                         | Aquarelle et gypse sur toile                                  |                                                                         |
|       | Fleeing Ghost                                          | 1929      | 89,5 x 63,5 | Art Institute of Chicago                           | Huile sur toile                                               |                                                                         |
|       | The Balloon in the Window                              | 1929      | 32,5 x 24,2 | Collection privée                                  | Aquarelle sur papier                                          |                                                                         |

#### 1930
| Image | Titre                                                     | Date      | Taille (cm)  | Musée                                 | Médium                                                          | Réf                                             |
| ----- | --------------------------------------------------------- | --------- | ------------ | ------------------------------------- | --------------------------------------------------------------- | ----------------------------------------------- |
|       | Rhythmisches                                              | 1930      | 69,6 x 50,5  | Musée national d'Art moderne, Paris   | Huile sur toile de jute                                         |                                                 |
|       | Floating                                                  | 1930      | 84 x 84      | Centre Paul-Klee, Berne               | Huile sur toile                                                 |                                                 |
|       | The Castle Mountain of S.                                 | 1930      | 36,8 x 46,7  | Tate Modern, Londres                  | Gouache sur papier, sur panneau                                 |                                                 |
|       | North German City                                         | 1930      | 48,3 x 46,7  | Metropolitan Museum of Art            | Gouache et aquarelle sur gesso, sur papier, sur carton          |                                                 |
|       | Gerüst eines Neubaues (Échafaudage pour un bâtiment neuf) | 1930      | 30,1 x 45,5  | Pinakothek der Moderne, Munich        | Gouache sur papier                                              | inv. 13338                                      |
|       | Doctor                                                    | 1930      | 64,8 x 47,9  | Metropolitan Museum of Art            | Aquarelle, gouache et huile wash sur papier, sur carton         |                                                 |
|       | Great Hall for Singers                                    | 1930      | 39,4 x 58,7  | Metropolitan Museum of Art            | Aquarelle et gouache sur gesso, sur papier, sur carton          |                                                 |
|       | Strange Glance                                            | 1930      | 65,4 x 38,1  | Art Institute of Chicago              | Huile sur toile                                                 |                                                 |
|       | Portrait in the Arbor                                     | 1930      | 33,3 x 24,1  | Collection privée                     | Gouache sur papier, sur monture d'artiste                       |                                                 |
|       | Sunset                                                    | 1930      | 46,1 x 70,5  | Art Institute of Chicago              | Huile sur toile                                                 |                                                 |
|       | Cliffs by the Sea                                         | 1931      | 44 x 62      | Lenbachhaus, Munich                   | Huile sur toile                                                 |                                                 |
|       | Boy in Fancy Dress                                        | 1931      | 62,9 x 47,9  | Metropolitan Museum of Art, New York  | Aquarelle et gouache sur papier, sur carton                     |                                                 |
|       | C. - C. = Fisch                                           | 1931      | 23,2 x 31,4  | Minneapolis Institute of Art          | Aquarelle et encre sur papier, sur panneau                      |                                                 |
|       | Crosses and Pillars                                       | 1931      | 38 x 53      | Pinakothek der Moderne, Munich        | Aquarelle sur papier cuivre                                     |                                                 |
|       | Diana                                                     | 1931      | 80 x 60      | Fondation Beyeler, Riehen             | Huile sur toile                                                 |                                                 |
|       | Dredger and Sailboat                                      | 1931      | 43,5 x 64    | National Gallery of Art, Washington   | Aquarelle sur papier                                            |                                                 |
|       | Rocky Coast                                               | 1931      | 50,6 x 52,7  | Kunsthalle de Hambourg                | Huile sur contre-plaqué                                         |                                                 |
|       | Aufgehender Stern                                         | 1931      | 63 x 50      | Fondation Beyeler, Riehen             | Huile sur toile                                                 |                                                 |
|       | Das Licht und Etliches                                    | 1931      | 95 x 97,5    | Pinakothek der Moderne, Munich        | Huile sur toile                                                 |                                                 |
|       | Village among Rocks                                       | 1932      | 46 x 56,5    | Fondation Barnes, Philadelphie        | Gouache et encre sur toile                                      |                                                 |
|       | Barbarian Sacrifice                                       | 1932      | 62,9 x 48    | Musée Solomon R. Guggenheim, New York | Aquarelle sur papier, sur panneau                               |                                                 |
|       | Pastor Kohl                                               | 1932      | 50 x 65      | Pinakothek der Moderne, Munich        | Huile sur tissu, sur contre-plaqué                              |                                                 |
|       | Two Ways                                                  | 1932      | 31,3 x 48,4  | Musée Solomon R. Guggenheim, New York | Aquarelle sur papier                                            |                                                 |
|       | The Last Mercenary                                        | 1932      | 32,7 x 21    | Fondation Barnes, Philadelphie        | Aquarelle sur papier, sur carton                                |                                                 |
|       | Mask of Fear                                              | 1932      | 100,4 x 57,1 | Museum of Modern Art, New York        | Huile sur toile de jute                                         |                                                 |
|       | Ad Parnassum                                              | 1932, 274 |              | Musée des Beaux-Arts de Berne         | Huile sur toile                                                 | Musée des Beaux-Arts de Berne, Centre Paul Klee |
|       | Hat, Lady and Little Table                                | 1932      | 63,5 x 35,5  | Musée Solomon R. Guggenheim, New York | Gouache et aquarelle sur toile de jute, sur panneau             |                                                 |
|       | Clarification                                             | 1932      | 70,5 x 96,2  | Metropolitan Museum of Art, New York  | Huile sur toile                                                 |                                                 |
|       | Spiral Screw Flowers II                                   | 1932      | 37,4 x 48,3  | Sprengel Museum, Hanovre              | Aquarelle et crayon sur papier, sur carton                      |                                                 |
|       | Walk in the Orient                                        | 1932      | 21 x 33      | Fondation Barnes, Philadelphie        | Aquarelle sur papier, sur carton                                |                                                 |
|       | Athlete's Head                                            | 1932      | 62,9 x 47,9  | Metropolitan Museum of Art, New York  | Aquarelle, gouache et graphite sur papier, sur carton           |                                                 |
|       | Two Red Flowers                                           | 1932      | 21 x 28,3    | Fondation Barnes, Philadelphie        | Aquarelle et encre sur papier, sur carton                       |                                                 |
|       | Fermata                                                   | 1932-32   | 22,2 x 28,3  | Philadelphia Museum of Art            | Aquarelle sur papier, sur panneau                               |                                                 |
|       | La Kash-Ne                                                | 1933      | 35,6 × 21,3  | Metropolitan Museum of Art, New York  | Huile sur papier, sur carton                                    |                                                 |
|       | Tragedy                                                   | 1933      | 57,6 x 43,7  | Sprengel Museum, Hanovre              | Aquarelle sur gaze, sur carton                                  |                                                 |
|       | Fire at Full Moon                                         | 1933      | 50 x 65      | Musée Folkwang, Essen                 | Aquarelle sur pâte sur toile                                    |                                                 |
|       | Skeptically Smiling                                       | 1933      | 32,3 x 20,3  | Musée d'Art de Denver                 | Aquarelle et charbon sur papier                                 |                                                 |
|       | Botanical Theater                                         | 1934      | 50 x 67      | Lenbachhaus, Munich                   | Huile, aquarelle et encre sur papier, sur carton                |                                                 |
|       | One Who Understands                                       | 1934      | 54 x 40,6    | Metropolitan Museum of Art, New York  | Huile et gypse sur toile                                        |                                                 |
|       | Dans le miroir magique                                    | 1934      | 66 x 50      | Art Institute of Chicago              | Huile sur toile, sur panneau                                    |                                                 |
|       | Hardy Plants                                              | 1934      | 40,9 x 54,9  | Minneapolis Institute of Art          | Huile sur carton                                                |                                                 |
|       | But the Red Roof                                          | 1935      | 60,3 x 90,6  | Philadelphia Museum of Art            | Détrempe sur tissu                                              |                                                 |
|       | Walpurgis Night                                           | 1935      | 50,8 x 47    | Tate Modern, Londres                  | Gouache sur tissu, sur contre-plaqué                            |                                                 |
|       | At the Core                                               | 1935      | 47,3 x 60    | Musée d'Art de Dallas                 | Huile et technique mixte sur toile de jute, sur panneau         |                                                 |
|       | Nach der Überschwemmung                                   | 1936      | 47,9 x 62,6  | Fondation Beyeler, Riehen             | Pâte colorée et aquarelle sur papier, sur carton                |                                                 |
|       | Southern Garden                                           | 1936      | 26,5 x 31    | Sprengel Museum, Hanovre              | Aquarelle sur toile, sur carton                                 |                                                 |
|       | Stricken City                                             | 1936      | 45,1 x 35,2  | Metropolitan Museum of Art, New York  | Huile et gypse sur toile                                        |                                                 |
|       | Zeichen in Gelb                                           | 1937      | 83,5 x 50,3  | Fondation Beyeler, Riehen             | Pastel sur coton sur pâte colorée sur toile de jute             |                                                 |
|       | Still Life in Brown                                       | 1937      | 29,5 x 20,8  | Musée des Beaux-Arts, Houston         | Huile sur papier                                                |                                                 |
|       | Women Harvesting                                          | 1937      | 50 x 54      | Art Institute of Chicago              | Pastel sur toile, sur toile de jute                             |                                                 |
|       | The Rhine at Duisburg                                     | 1937      | 19,1 x 27,9  | Metropolitan Museum of Art            | Gypse, huile et charbon sur carton                              |                                                 |
|       | Lying Comfortably                                         | 1937      | 16,7 x 24,2  | Sprengel Museum, Hanovre              | Pastel sur papier, sur carton                                   |                                                 |
|       | Chalice of the Heart                                      | 1937      | 37,1 x 49,4  | National Gallery of Art, Washington   | Gouache                                                         |                                                 |
|       | Reclining                                                 | 1937      | 34,3 x 61    | Detroit Institute of Arts             | Huile sur toile de jute                                         |                                                 |
|       | City Core                                                 | 1937      | 37,8 x 42    | Kunsthalle de Hambourg                | Technique mixte sur tissu fin sur toile peinte                  |                                                 |
|       | Revolution of the Viaduct                                 | 1937      | 60 x 50      | Kunsthalle de Hambourg                | Huile sur coton                                                 |                                                 |
|       | Archangel                                                 | 1938      | 100 x 65     | Lenbachhaus, Munich                   | Huile sur tissu                                                 |                                                 |
|       | Insula dulcamara (en)                                     | 1938      | 88 x 176     | Centre Paul-Klee, Berne               | Huile sur papier journal, sur toile de jute                     |                                                 |
|       | Wald-Hexen                                                | 1938      | 99 x 74      | Fondation Beyeler, Riehen             | Huile sur papier sur toile de jute                              |                                                 |
|       | Broken Key                                                | 1938      | 50 x 66      | Sprengel Museum, Hanovre              | Huile et pâte sur papier journal, sur tissu                     |                                                 |
|       | Harmonized Region                                         | 1938      | 38,7 x 47    | Art Institute of Chicago              | Huile sur toile de jute, sur carton                             |                                                 |
|       | Die Vase                                                  | 1938      | 88 x 54,5    | Fondation Beyeler, Riehen             | Huile sur toile de jute                                         |                                                 |
|       | Heroic Strokes of the Bow                                 | 1938      | 73 x 53      | Museum of Modern Art, New York        | Pâte pigmentée sur papier journal, sur toile teinte, sur carton |                                                 |
|       | Halme                                                     | 1938      | 50,9 x 35,7  | Fondation Beyeler, Riehen             | Pâte colorée sur papier, sur carton                             |                                                 |
|       | Comedians' Handbill                                       | 1938      | 54,6 x 36,2  | Metropolitan Museum of Art, New York  | Gouache sur papier journal, sur carton                          |                                                 |
|       | Ein Weib für Götter                                       | 1938      | 44,3 x 60,5  | Fondation Beyeler, Riehen             | Pâte colorée et aquarelle sur papier, sur carton                |                                                 |
|       | Little Hope                                               | 1938      | 46 x 51,8    | Metropolitan Museum of Art, New York  | Plâtre et aquarelle sur toile de jute, sur carton               |                                                 |
|       | Waterbirds                                                | 1939      | 27 x 21,4    | Musée des Beaux-Arts, Boston          | Graphite et aquarelle                                           |                                                 |
|       | Catastrophe in a Dream                                    | 1939      | 23,5 x 52,5  | Sprengel Museum, Hanovre              | Craie et crayon sur papier, sur carton                          |                                                 |
|       | Glüht Nach                                                | 1939      | 29,5 x 21    | Fondation Beyeler, Riehen             | Aquarelle et crayon sur papier, sur carton                      |                                                 |
|       | On Wheels                                                 | 1939      | 29,6 x 25,6  | Sprengel Museum, Hanovre              | Huile et pâte sur papier, sur carton                            |                                                 |
|       | Rocks at Night                                            | 1939      | 20,9 x 25,5  | Musée Solomon R. Guggenheim, New York | Aquarelle et encre sur papier                                   |                                                 |
|       | Baroque Centaur                                           | 1939      | 32,1 x 24    | National Gallery of Art, Washington   | Gouache sur papier                                              |                                                 |
|       | Girl in Mourning                                          | 1939      | 66,4 x 50,2  | Metropolitan Museum of Art, New York  | Gouache, pastel et charbon sur papier, sur carton               |                                                 |
|       | Conch–Still Life II                                       | 1939      | 27,9 x 21,9  | Philadelphia Museum of Art            | Aquarelle sur papier, sur panneau                               |                                                 |
|       | Angel Applicant                                           | 1939      | 65,4 x 44,5  | Metropolitan Museum of Art, New York  | Gouache, encre et graphite sur papier, sur carton               |                                                 |
|       | O die Gerüchte                                            | 1939      | 75,5 x 55    | Fondation Beyeler, Riehen             | Détrempe et huile sur toile de jute                             |                                                 |
|       | Blue-Bird-Pumpkin                                         | 1939      | 34,3 x 49,2  | Metropolitan Museum of Art, New York  | Gouache sur papier, sur carton                                  |                                                 |
|       | This Bloom is about to Wither                             | 1939      | 29,2 x 20,8  | Fondation Barnes, Philadelphie        | Aquarelle et crayon sur papier, sur carton                      |                                                 |
|       | Exotics                                                   | 1939      | 71,1 x 55,9  | Art Institute of Chicago              | Huile sur toile de jute                                         |                                                 |
|       | Ein Tor                                                   | 1939      | 31,6 x 14    | Fondation Beyeler, Riehen             | Détrempe sur papier, sur carton                                 |                                                 |
|       | Historic Ground                                           | 1939      | 26,8 x 22,2  | Fondation Barnes, Philadelphie        | Aquarelle sur papier, sur carton                                |                                                 |
|       | Nomad Mother                                              | 1940      | 29,4 x 20,6  | Musée des Beaux-Arts, Boston          | Aquarelle et crayon sur papier                                  |                                                 |
|       | Schlamm-Assel-Fisch                                       | 1940      | 34 x 53,5    | Fondation Beyeler, Riehen             | Pâte colorée et crayon sur journal, sur carton                  |                                                 |
|       | Tod und Feuer (en)                                        | 1940      | 46,7 × 44,6  | Centre Paul-Klee, Berne               | Huile et pâte sur toile de jute                                 |                                                 |
|       | The Hour Before One Night                                 | 1940      | 44,5 x 59,7  | Metropolitan Museum of Art            | Gouache sur papier, sur carton                                  |                                                 |
|       | Going next Door                                           | 1940      | 34,6 x 52,2  | Sprengel Museum, Hanovre              | Pâte sur papier, sur carton                                     |                                                 |
|       | Ohne Titel                                                | 1940      | 48 x 44      | Fondation Beyeler, Riehen             | Huile et pâte colorée sur toile de jute                         |                                                 |

### Sculptures et marionnettes
« C’est un fait que nous sommes vraiment deux fous de théâtre. Tout ce qui évoque des planches et des décors saisit profondément mon âme »

— Paul Klee
Sur un total de près de 10 000 œuvres, les réalisations de Paul Klee en trois dimensions sont peu nombreuses. Certaines ne sont même pas inscrites à son catalogue et relèvent ainsi plus de l’ordre du privé. Il a cependant expérimenté la sculpture et a aussi fabriqué toute une série de marionnettes. 
Entre 1915-1916 et 1925, Paul Klee fabrique une série de marionnettes pour son fils Félix. Pour Christian Geelhaar (de) « ce sont les plus originales des trouvailles que l’artiste fait « par jeu ». Certaines s'inspirent directement de personnages traditionnels ou représentent son entourage voire lui-même,. 
Lors de fêtes aux Bauhaus, Félix les utilise pour ses sketches, parodiant ainsi la vie l’école. Selon Félix Klee, « leur nombre augmenta jusqu’à atteindre la cinquantaine en 1925. Klee prenait manifestement un plaisir toujours renouvelé à l'élaboration de ce joyeux petit théâtre. » Plusieurs ont depuis disparu et trente sont conservées au Zentrum Paul Klee ; très fragiles, elles ont été reproduites.

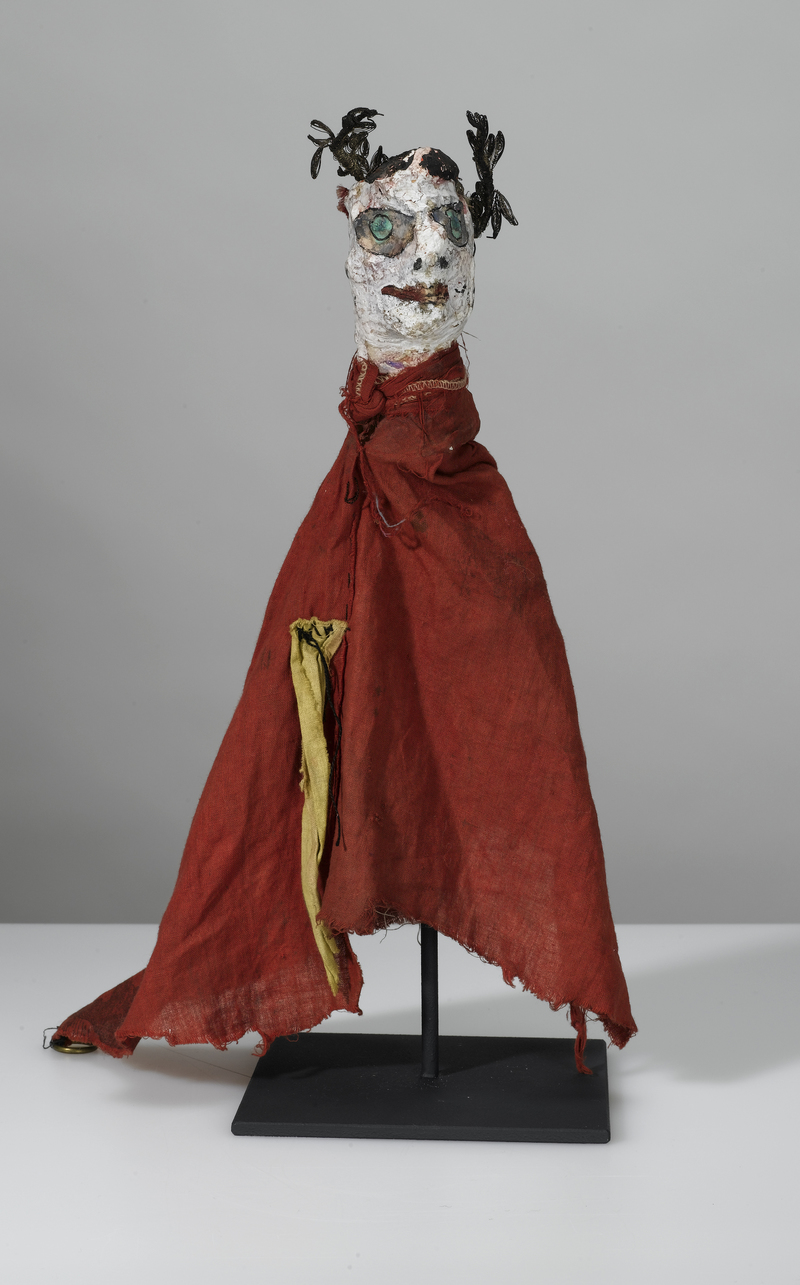
Sans titre (Poète couronné), 1919.
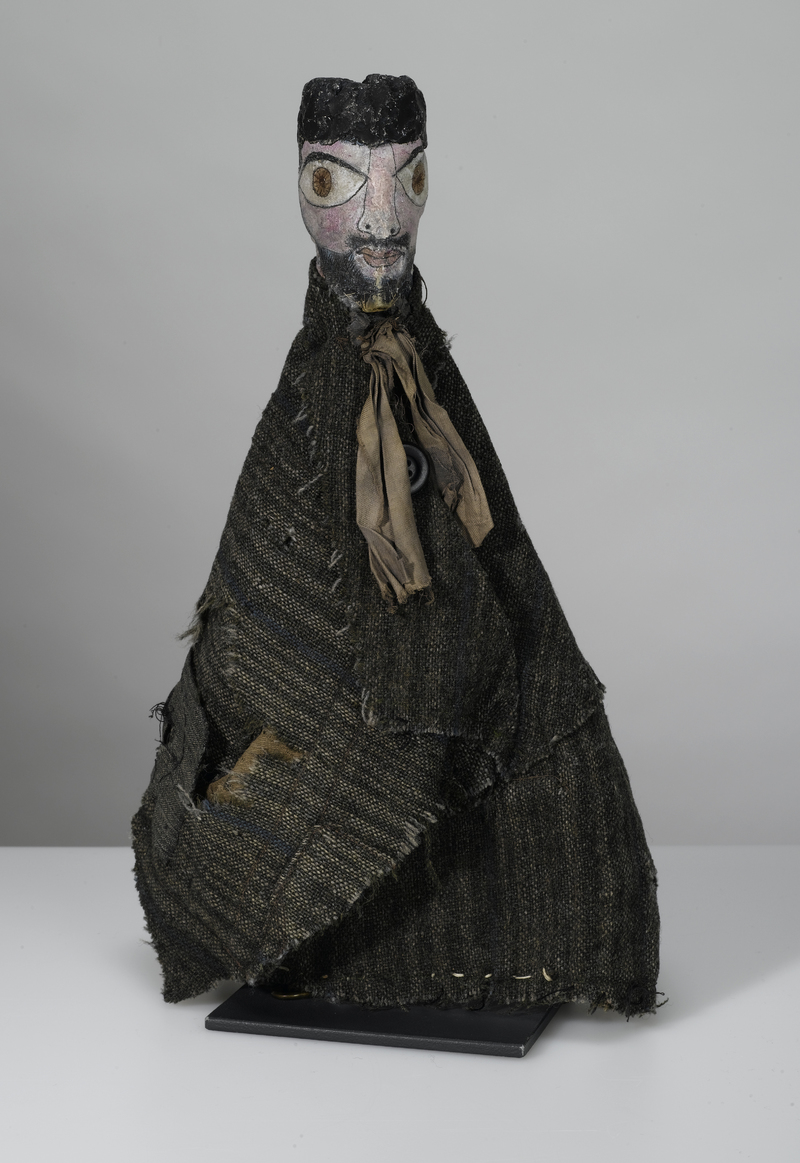
Sans titre (Autoportrait), 1922.
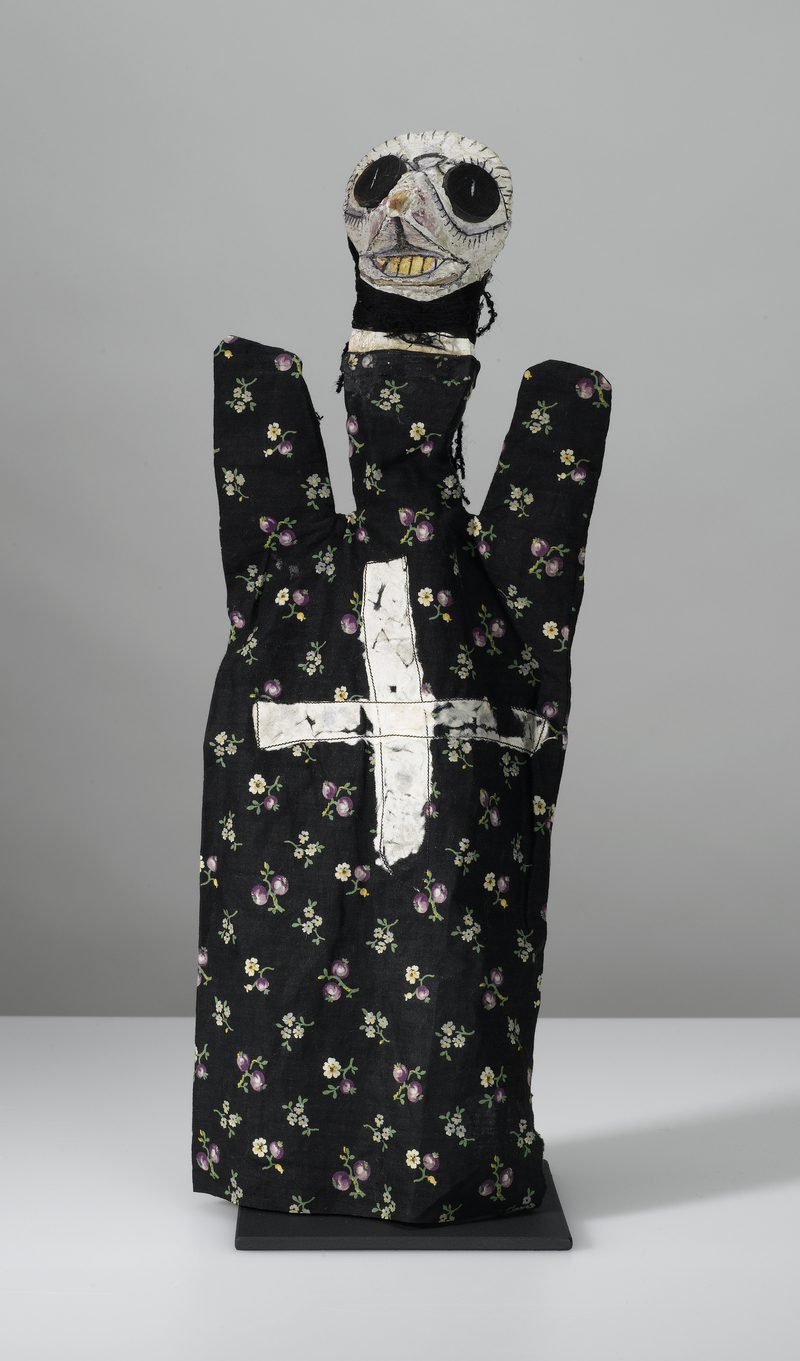
Sans titre (Fantôme d'épouvantail), 1923.
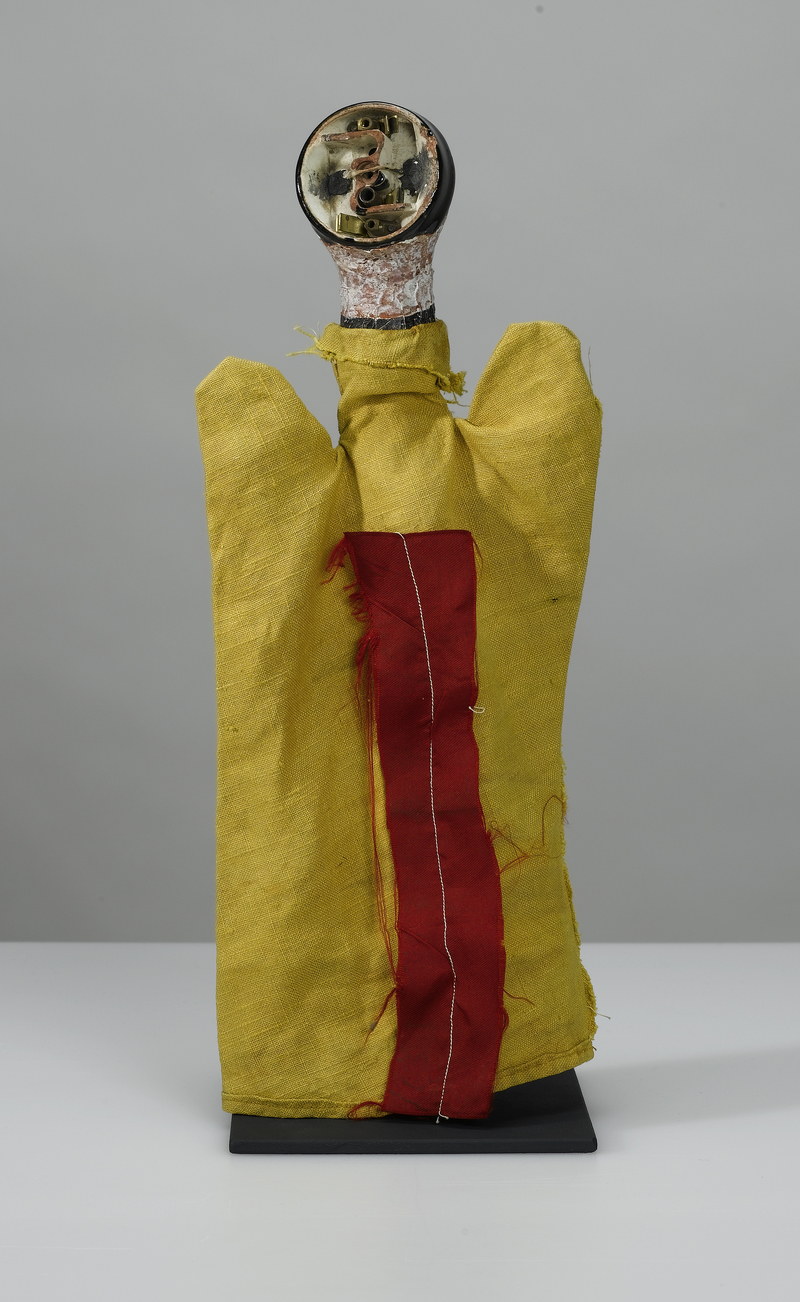
Sans titre (Spectre électrique), 1923.
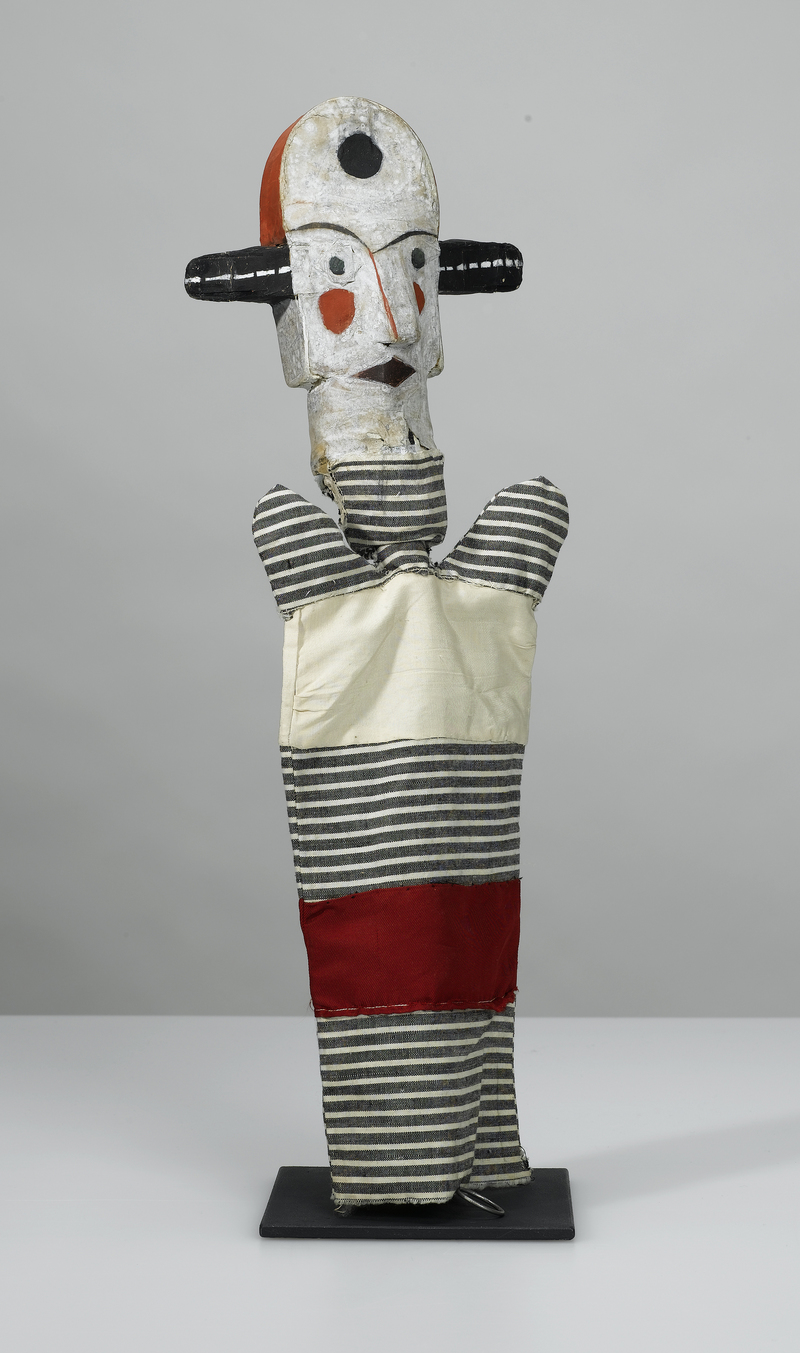
Sans titre (Clown aux larges oreilles), 1925.
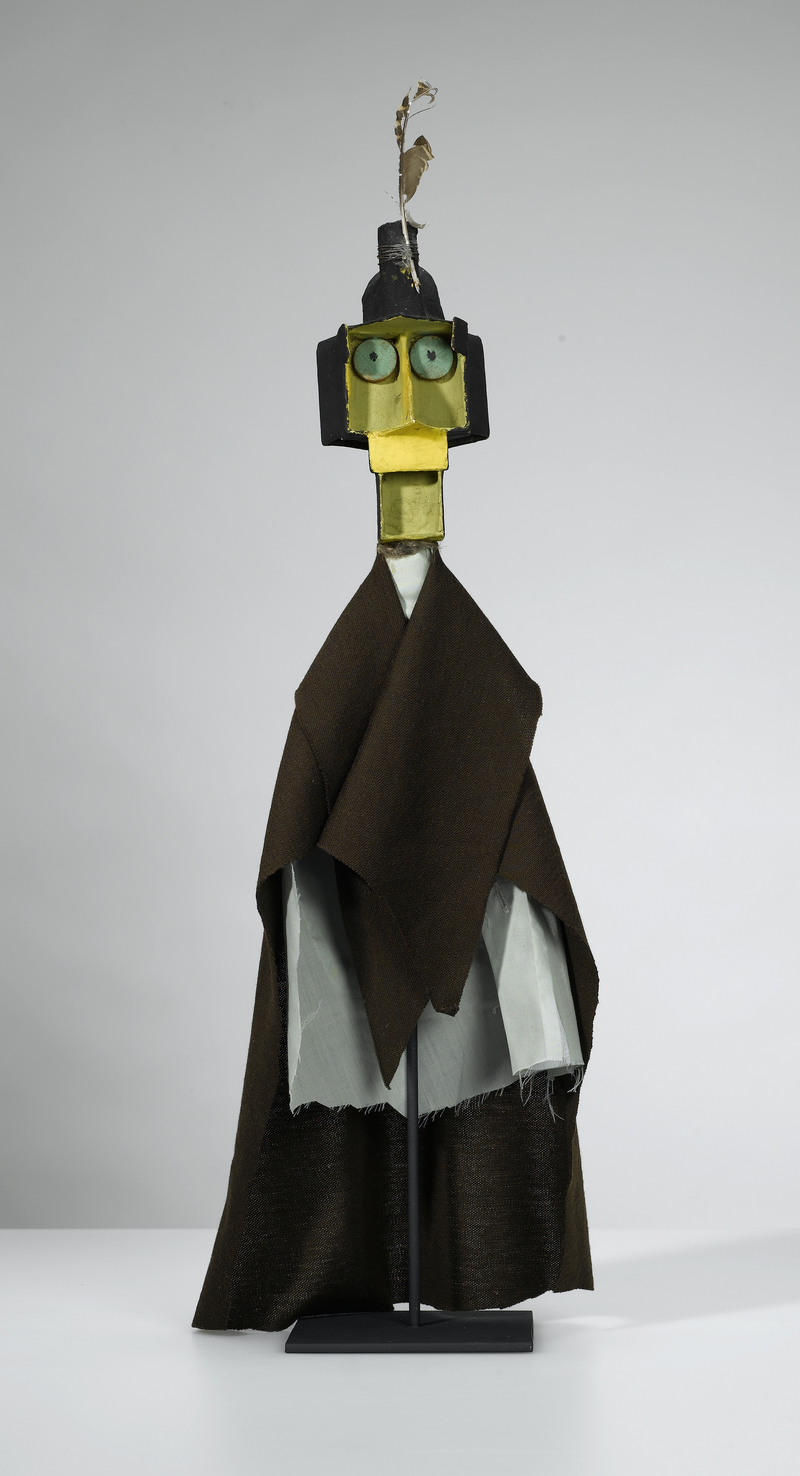
Sans titre (Esprit de la boîte d'allumettes), 1925

- Marie Merio, « Unruhe des Gedankens (1915) » dans Lampe 2016, p. 56-57, « Les reliefs sans titre (1929) dans Lampe 2016, p. 182-183
- Anne-Sophie Petit-Emptaz, « Les marionnettes de Paul Klee. Un corpus marginal ? », dans Seuil(s), limite(s) et marge(s), L’Harmattan, 2001 (ISBN 9782747506403, lire en ligne), p. 35-44